# Spirytus mydlano-kamforowy
Spirytus mydlano-kamforowy (łac. Spiritus saponato-camphoratus FP XIII, syn. Opodeldoc liquidum, opodeldok płynny, ciekły opodeldok) – preparat galenowy do użytku zewnętrznego, sporządzany według przepisu farmakopealnego. W Polsce na stan obecny (2024) skład określa FP XIII. Opodeldok płynny jest mieszaniną spirytusu mydlanego i spirytusu kamforowego z dodatkiem olejków eterycznych i rozcieńczonego (10%) amoniaku.
obowiązujący przepis  FP XIII 2023
spirytus kamforowy (Spiritus camphoratus)  24 cz.
spirytus mydlany (Spiritus Saponis kalini)  70 cz.
amoniak 10% (Ammonium hydricum solutum 10%)  4,8  cz.
olejek tymiankowy (Ol. Thymi)  0,4 cz.
olejek rozmarynowy (Ol. Rosmarini) 0,8 cz.
Składniki zmieszać, pozostawić 24 h i przesączyć.
Opodeldok płynny wywołuje miejscowe przekrwienie skóry, wykazując działanie rozgrzewające (rubefaciens). Stosowany miejscowo, na nieuszkodzoną skórę do nacierań w bólach reumatycznych i neuralgicznych. Nie należy stosować u dzieci do lat 6.